# Лешуконское (аэропорт)
Аэропо́рт Лешуко́нское —  аэропорт села Лешуконское Лешуконского района Архангельской области.
Аэродром Лешуконское третьего класса, способен принимать самолёты Ан-24, Ан-26, Ан-30, Л-410, Як-40 и все более лёгкие, а также вертолёты всех типов. В 2021 году аэродром был исключён из реестра российских аэродромов гражданской авиации.

## Показатели деятельности
| год        | 2014 | 2015 | 2016 | 2017 |
| пассажиров | 5687 | 5673 | 4817 | 6026 |
| Источники: |      |      |      |      |

## Происшествия
24 декабря 1983 года пассажирский Ан-24РВ заходил на посадку, когда из-за ошибки экипажа значительно отклонился от глиссады. В сложившейся ситуации экипаж принял решение уходить на второй круг, однако вывел самолёт на слишком высокий угол атаки, в результате чего авиалайнер перешёл в сваливание и врезался в землю возле полосы. В происшествии погибли 44 человека, выжили 5.